# Elisabeth Altmann-Gottheiner
Elisabeth Altmann-Gottheiner, née le 26 mars 1874 à Berlin et morte le 21 octobre 1930 à Mannheim, est une économiste allemande. Elle est la première femme chargée de cours dans une université en Allemagne. Elle écrit de nombreux livres et articles économiques. Engagée dans le mouvement féministe, elle publie, à partir de 1912, un annuaire annuel féministe : Jahrbuch der Frauenbewegung.

## Biographie

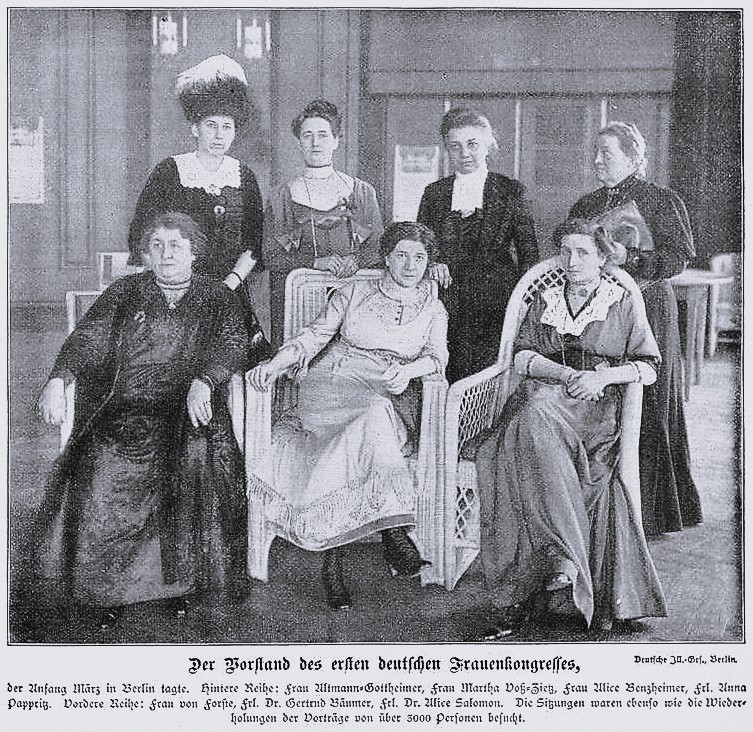
Bureau exécutif du congrès de 1912 de la BDF à Berlin. Debout, depuis la gauche : Elisabeth Altmann-Gottheiner, Martha Voss-Zietz, Alice Bensheimer et Anna Pappritz. Assises, depuis la gauche : Helene von Forster, Gertrud Bäumer et Alice Salomon.

### Jeunesse et formation
Elisabeth Gottheiner est née à Berlin le 26 mars 1874 dans une famille de la bourgeoisie libérale juive qui attache de l'importance à l'éducation des filles,.  On ne dispose pas d'information sur les premières écoles fréquentées ni si et où elle a obtenu son Abitur. On sait qu'elle étudie l'économie, d'abord à Londres, où elle découvre aussi le mouvement féministe, puis à Berlin. En 1902, elle soutient un doctorat à Zurich car ce n'est pas possible pour une femme dans le Reich allemand à l'époque. Sa thèse s'intitule Studien über die Wuppertaler Textilindustrie und ihre Arbeiter in den letzten 20 Jahren (Étude sur l'industrie textile de Wuppertal et ses travailleurs au cours des vingt dernières années),. 
Le 5 novembre 1906, Elisabeth Gottheiner épouse l'économiste Samuel Paul Altmann (1878-1933) et, en 1907, le couple déménage à Mannheim,. 
En 1908, elle est la première femme chargée de cours à la Haute école de commerce de Mannheim. Sa nomination, inhabituelle à un poste de « professeur pour des conférences individuelles », laisse à penser que son mari, chargé de cours à temps partiel dans le même école, a soutenu son engagement. 
Elle s'implique immédiatement dans d'autres engagements : elle siège au conseil de surveillance de la coopérative de la cité-jardin, s'occupe intensivement avec son mari de l'organisation d'aide sociale pendant la Première Guerre mondiale et enseigne au centre de guerre pour filles sans emploi. Elle est aussi responsable du Conseil pour les veuves de guerre et d'un Centre d'orientation professionnelle pour les femmes et les filles,. 

### Mouvement féministe
En 1908, elle devient membre du conseil d'administration de l'Association pour la formation des femmes (Vorstand des Vereins Frauenbildung – Frauenstudium) et adhère au Bund Deutscher Frauenvereine (Fédération des associations de femmes allemandes, BDF).  De 1912 à 1924, elle est rédactrice et trésorière de l'association avec Alice Bensheimer et représente l'association à plusieurs reprises lors de conférences internationales. À partir de 1912, elle publie le Jahrbuch der Frauenbewegung (Annuaire du mouvement des femmes),. 
Elle dirige la rédaction de Neuen Bahnen, l'organe de l'Association générale des femmes allemandes. 
Elisabeth Altmann-Gottheiner considère comme justifiées les revendications du mouvement prolétarien des femmes de Clara Zetkin mais elle appartient davantage à l'aile bourgeoise modérée du mouvement féministe. Elle se prononce fermement contre les femmes qui veulent rivaliser avec les hommes sur un pied d'égalité. Elle estime que, grâce à leurs talents spécifiques, les femmes sont capables de réaliser quelque chose de différent et de même mieux que les hommes. Elle est indifférente aux exigences d'égalité politique et n'attache pas d'importance au fait de savoir si le droit de vote est la base des revendications des femmes ou leur couronnement. 

#### École sociale des femmes
En 1916, elle fonde avec Marie Bernays, Alice Bensheimer et Julie Bassermann l'École sociale des femmes, dont le but est de préparer les jeunes filles dès l'âge de 18 ans aux professions sociales. Il s'agit de professionnaliser et revaloriser le domaine des soins traditionnellement féminins par une formation qualifiante. L'école est reconnue par l'État en 1921. Le financement est initialement pris en charge par l'Association pour la formation des femmes puis repris par la ville de Mannheim à partir de 1928. L'école existe encore aujourd'hui, sous le nom de Collège technique des affaires sociales et fait partie de l'université des sciences appliquées de Mannheim depuis 2006.
Avec sa collègue du BDF Alice Bensheimer, elle est investie dans le Parti populaire progressiste (Fortschrittliche Volkspartei, FVP). Cependant, contrairement à ce qu'elle souhaite, le parti ne soutient pas le suffrage des femmes.

### Travail universitaire
En 1921, elle publie Die Berufsaussichten der deutschen Akademikerinnen (« Les perspectives de carrière des universitaires allemandes »).
En 1925, elle est nommée professeure titulaire à la demande du rectorat et du Sénat de la Haute école commerciale, en raison de la qualité et de l'intérêt suscité par ses conférences. 
Elle intègre dans son travail universitaires ses préoccupations concernant la situation des femmes dans la vie économique. En 1919, alors que les femmes viennent d'obtenir le droit de vote, elle introduit notamment dans son enseignement le thème : « La question des femmes, le travail des femmes et les droits des femmes ».  

### Autres engagements
En 1918, elle dirige l'Union des économistes nationaux en Allemagne (Vereinigung der Nationalökonominnen Deutschlands), qui compte 152 membres, et l'Association commerciale de Mannheim pour les employées, et siège aux conseils d'administration de divers clubs et associations de femmes,. 
Elle est également membre et coprésidente de l'organisation à but non lucratif Gemeinschaft deutscher und oesterreichischer Künstlerinnen und Kunstfreundinnen (« Communauté d'artistes et d'amateurs d'art allemands et autrichiens », GEDOK).

### Fin de vie
Les dernières années de sa vie sont assombries par la maladie de son mari, l'antisémitisme croissant à l'université et dans la ville, et l'apparition de sa propre maladie qui l'oblige à arrêter l'enseignement.  
Elle meurt le 21 octobre 1930. Son mari décède en avril 1933, peu de temps après avoir été renvoyé de la fonction publique allemande en tant que « non-aryen ». 

## Hommages
Une rue de Mannheim porte le nom de Elisabeth Altmann-Gottheiner.
L'université de Mannheim décerne chaque année le prix Elisabeth Altmann Gottheiner pour promouvoir le développement égal des femmes dans les études, la recherche et l'enseignement.

## Publications
- (de) Studien über die Wuppertaler Textilindustrie und ihre Arbeiter in den letzten zwanzig Jahren, thèse de doctorat, Leipzif, Van Duncker und Humblot, 1908 Lire en ligne
- (de) Grundsätze und Forderungen der Frauenbewegung auf dem Gebiet des öffentlichen Lebens, Flugschriften des Bundes Deutscher Frauenvereine, Leipzig, Berlin, Teubner, 1912 Lire en ligne
- (de) Beitrag zur Organisation des Handarbeitsunterrichts veranlasst durch verschiedene Meinungsäusserungen, Deutsche Schulzeitung, Berlin, L. Oehmigke, 1897 Lire en ligne
- (de)Leitfaden durch die Sozialpolitik, G. A. Gloeckner, 1927
- (de) Die Berufsaussichten der deutschen Akademikerinnen, Niemeyer, 1921